# 1970年鐵路
此條目列出1970年發生有關鐵路運輸的事件。

## 事件

### 2月
- 2月1日：芝加哥地鐵肯尼迪延線投入營運。
- 2月24日：大阪市營地下鐵御堂筋線由新大阪站延長至江坂站，並開始與同日通車的北大阪急行電鐵南北線直通運行。

### 3月
- 3月1日：近畿日本鐵道鳥羽線通車。
- 3月7日：湘南單軌電車江之島線通車。
- 3月11日：大阪市營地下鐵千日前線東西兩段貫通，難波站永久站啟用，四橋線難波元町站併入該站。
- 3月15日：近畿日本鐵道難波線通車。

### 4月
- 4月2日：布達佩斯地鐵2號線通車，來往戴阿克·費倫茨廣場站至厄爾斯領導廣場站（英语：Örs vezér tere (Budapest Metro)）。

### 7月
- 7月1日：成昆鐵路通車，有427條隧道和653條大橋[1]。
- 7月21日：鹿島臨港線通車。

### 8月
- 8月1日：墨西哥城地鐵2號線通車。
- 8月20日：鹿島線通車。

### 10月
- 10月30日：美國總統理查德·尼克松簽署鐵路客運服務法案（英语：Rail Passenger Service Act），確定設立美鐵負責在美國營運旅客列車。

### 11月
- 11月20日：墨西哥城地鐵3號線通車。

### 12月
- 12月10日：名古屋市營地下鐵東山線加設上社站。
- 12月25日：列寧格勒地鐵莫斯科－彼得格勒線由亞歷山大·涅夫斯基廣場I站延長至洛蒙諾索夫站。